# Grimsay
Grimsay é uma ilha da Escócia.